# يسوع كاستيلو
خيسوس عبد الله كاستيلو مولينا (بالإسبانية: Jesús Castillo) هو لاعب كرة قدم بيروفي في مركز وسط، ولد في 11 يونيو 2001 في كاياو في بيرو.

## روابط خارجية
- يسوع كاستيلو على موقع إي إس بي إن إف سي (الإنجليزية)
- يسوع كاستيلو على موقع قاعدة بيانات كرة القدم.إي يو (الإنجليزية)
- يسوع كاستيلو على موقع ناشيونال فوتبول تيمز (الإنجليزية)
- يسوع كاستيلو على موقع Soccerbase.com (لاعب) (الإنجليزية)
- يسوع كاستيلو على موقع Soccerway.com (الإنجليزية)
- يسوع كاستيلو على موقع عالم كرة القدم.نت (الإنجليزية)
- يسوع كاستيلو على موقع AS.com (الإسبانية)